# 劉志海 (室內設計師)
劉志海（Tony Lau Chi Hoi），香港著名獲獎室內設計師、家居雜誌專欄作家、電視樓市節目嘉賓主持及評論員。

## 生平
劉志海 LAU Chi-Hoi Tony 是 NowHere® Design Ltd（現在設計有限公司）創辦人及設計總監，畢業於香港理工大學室內設計系，後赴英國深造。為香港土生土長之著名設計師，從事藝術設計及品牌策劃近二十年；獲「理工大學企業家Poly-preneurs」名銜。屢獲國際設計、環保管理及公益獎超過150項，具「傑出華人設計師」與「智慧系統魔術師」之美譽，設計揚威海外。曾獲英國Chartered Designer 特許設計師獎, 意大利米蘭A' design award 金獎及澳洲、日本及香港室內設計協會 HKIDA 和香港貿發局 HKTDC 聯頒設計獎嘉許等。持多項國際認可專業資格；曾任香港設計師協會 HKDA「環球設計大獎 GDA 2015-16」主席。更連續兩年被香港特區政府創科局支持HKSTP《香港科技園年報》譽為「駐創新中心的『星級設計師』」。作品獲香港文化博物館作永久收藏。
此外，Tony更活躍於參加設計、公益項目及媒體。擔任貿發局講員及 TDC Design Gallery評審、SONY Bravia TV Workshop講員、BOSE "MUSIC is LIVE, MUSIC is LIFE"designers' evening 分享嘉賓 。身為香港大學教育團隊成員之一，Tony非常關注設計教育發展。身兼香港大學專業進修學院，室內設計課程講師(Adjunct Lecturer)；以及香港城市大學「創新創業教育平台」、香港理工大校-企業創新院 Micro-fund, Good-seed 社會創新創業 導師及評審，貢獻其專業知識與豐富經驗予下一代。更擔任大型設計賽事評審及籌辦工作,並致力推廣設計及STEM 教育。

## 曾參與電視節目
Tony 經常接受各大媒體訪問，亦主持電視節目，包括有線電視《樓盤傳真》、無線電視《更上一層樓》、NowTV《樓市每日睇》及on.TV《樓上有約》等，致力項全港觀眾推廣優質設計。

## 連結
- Website of NowHere® Design Ltd （页面存档备份，存于）
- YouTube Channel of NowHere® Design Ltd
- Facebook Page of NowHere® Design Ltd
- 劉志海之Facebook
- 劉志海之UBlog （页面存档备份，存于）

https://www.polyu.edu.hk/ife/corp/cntimgs/mthnewsletter/monthly_newsletter_1_6046_EN.pdf （页面存档备份，存于）
https://www.pcmarket.com.hk/2017/07/25/智慧系統魔術師-劉志海/ （页面存档备份，存于）
http://www.hongkongda.com/member-works/lau-chi-hoi-tony/ （页面存档备份，存于）
http://designhub.net/cn/company_ajax_handler.php?act=getDetail&id=124%5B%5D
http://hkmb.hktdc.com/tc/1X0A6TF6/經貿研究/「走出去」發掘「一帶一路」商機專家意見三：時尚之都顯魅力
https://topick.hket.com/article/1922554/香港首個聯校設計展覽%20掀起設計新浪潮 （页面存档备份，存于）
https://web.archive.org/web/20161220000158/http://crossmatchingshowcase.com/search_results_details.php?id=45
https://competition.adesignaward.com/pr-image.php?design=63490
https://beauty.ulifestyle.com.hk/hk/news/editorial/AD8RaBEp/專訪著名室內設計師%20Tony%20Lau%20-%20輕鬆擊退黑眼圈.html